# Autoroute 418 (Ontario)
L'autoroute 418 est une autoroute, anciennement à péage, de la province canadienne de l' Ontario. L'autoroute est d'une longueur de 9,2 kilomètres, elle traverse la municipalité régionale de Durham et relie l'autoroute 401 à l'autoroute 407. L'autoroute est entièrement située dans la municipalité de Clarington à proximité de la route régionale 34 de Durham (Courtice Road).

Encore au stade de la planification, la route est connue comme le East Durham Link. Son numéro définitif est toutefois confirmé par le ministère des Transports de l'Ontario (MTO), le 6 février 2015, simultanément avec la confirmation de la désignation de l'autoroute 412. L'autoroute 418 est inaugurée le 9 décembre 2019, soit le même jour que l'ouverture du prolongement de l'autoroute 407 jusqu'aux routes 35 et 115. 

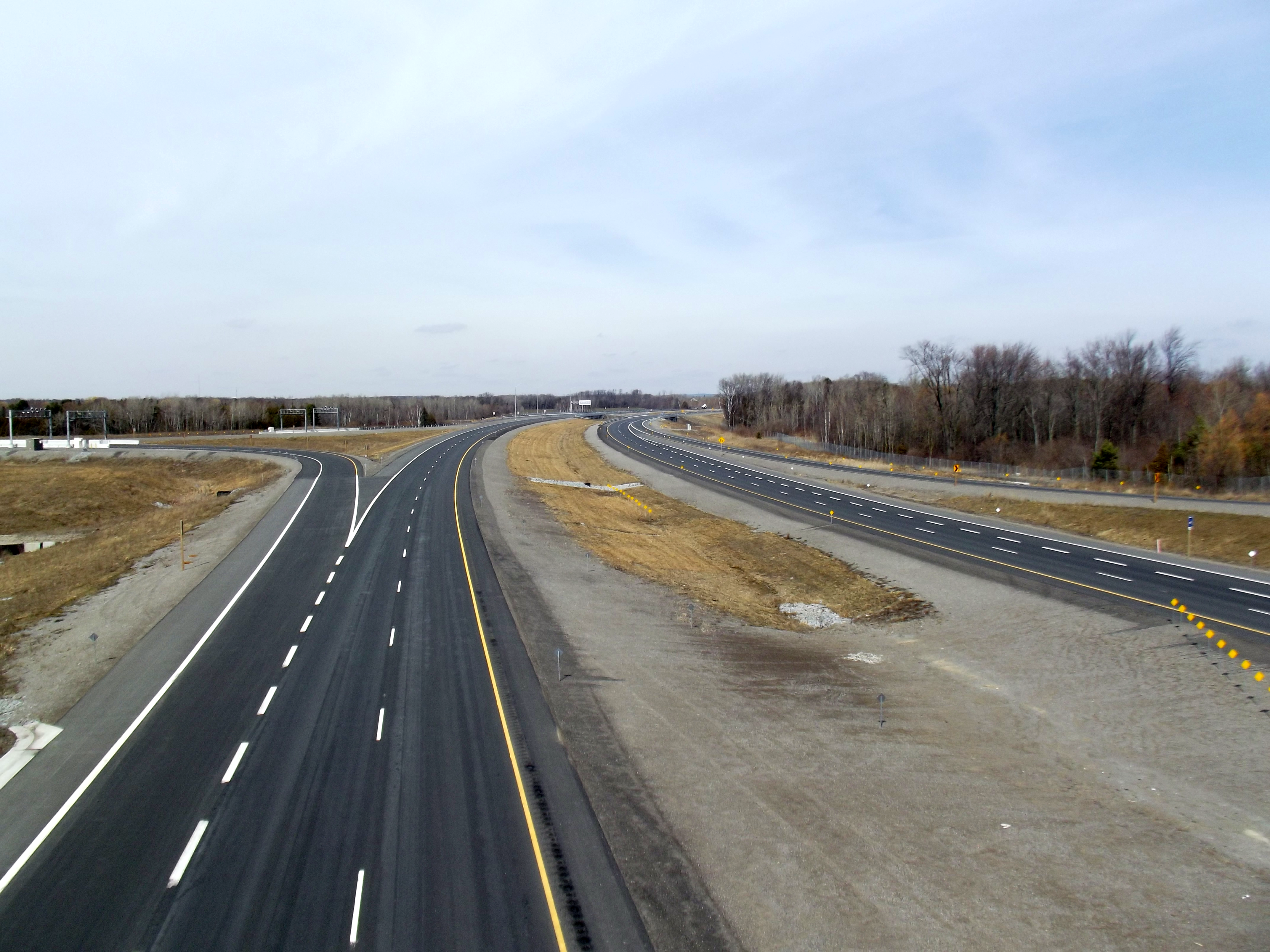
Vue de l'autoroute vers le nord depuis la route régionale de Durham 2.

## Itinéraire
L'autoroute 418 est une autoroute de 9,2 kilomètres qui relie l'autoroute 401 à l'autoroute 407. Elle est constituée de quatre voies, soit deux dans chaque direction.  

## Histoire
Le 18 février, 2022, le gouvernement a annoncé que les péages sur l'autoroutes 412 et 418 seront éliminés le 1 avril, 2022.

## Galerie

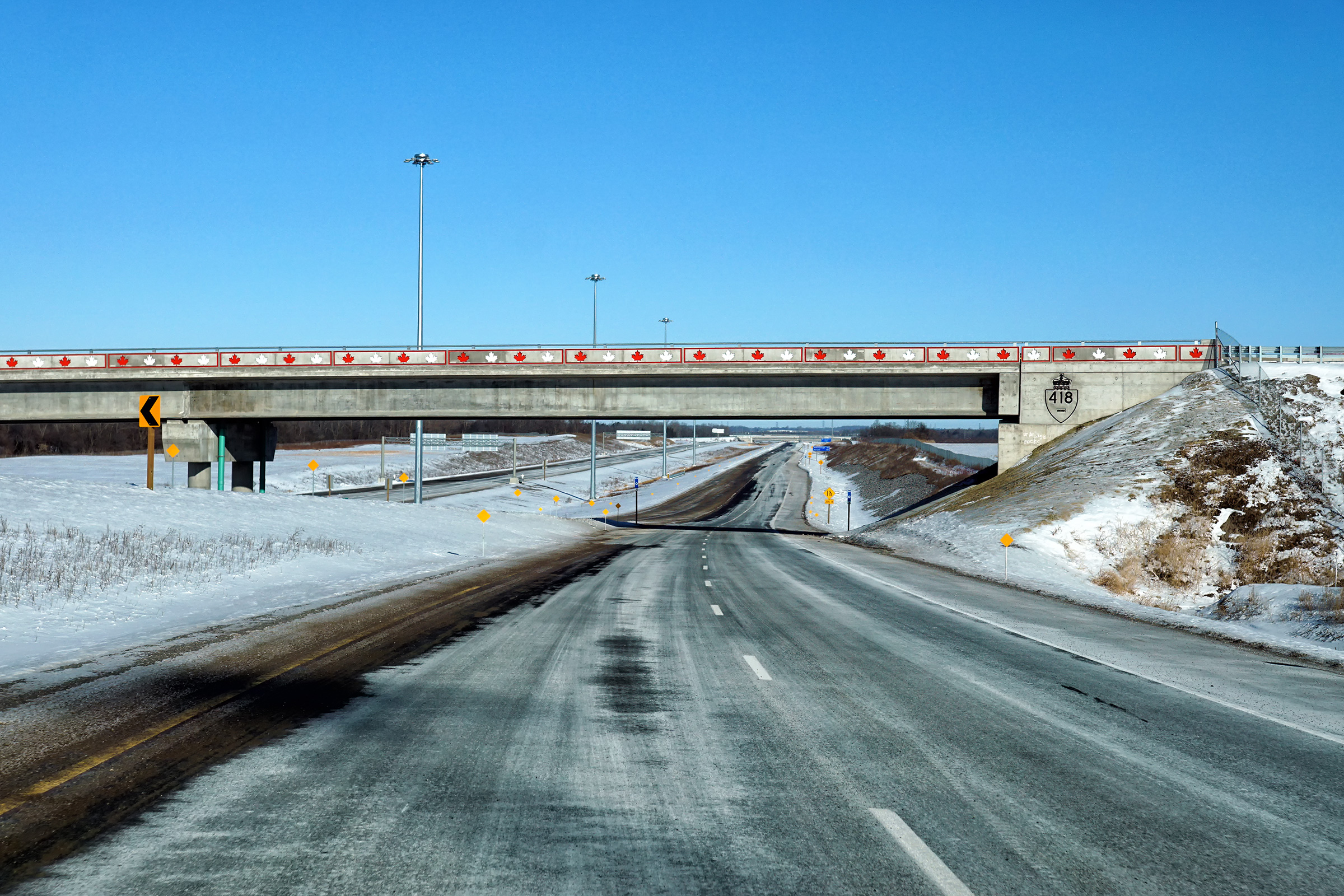
Échangeur de l'autoroute 418 nord à partir de la bretelle de la 401 ouest.
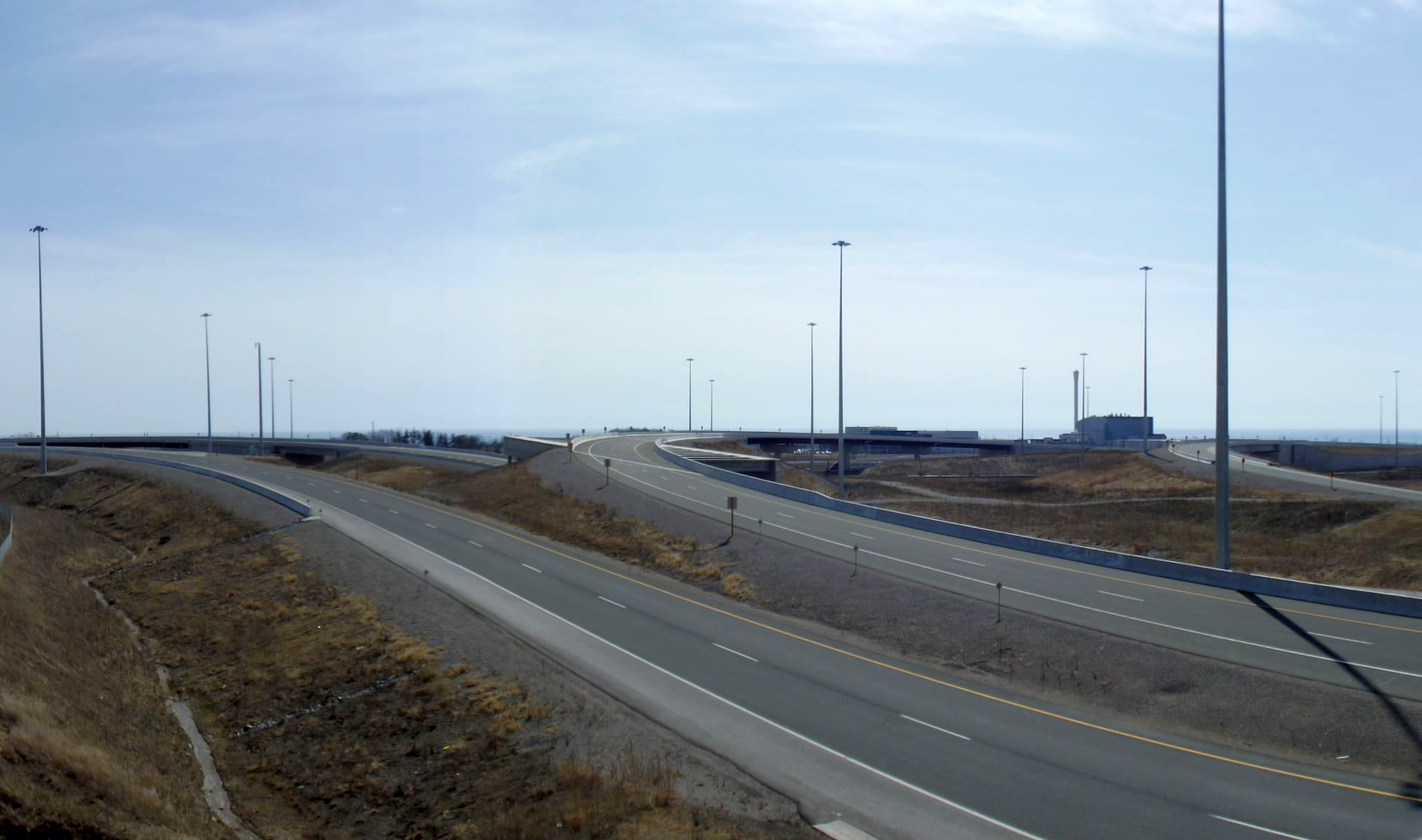
Échangeur de l'autoroute 418 et de l'autoroute 401.
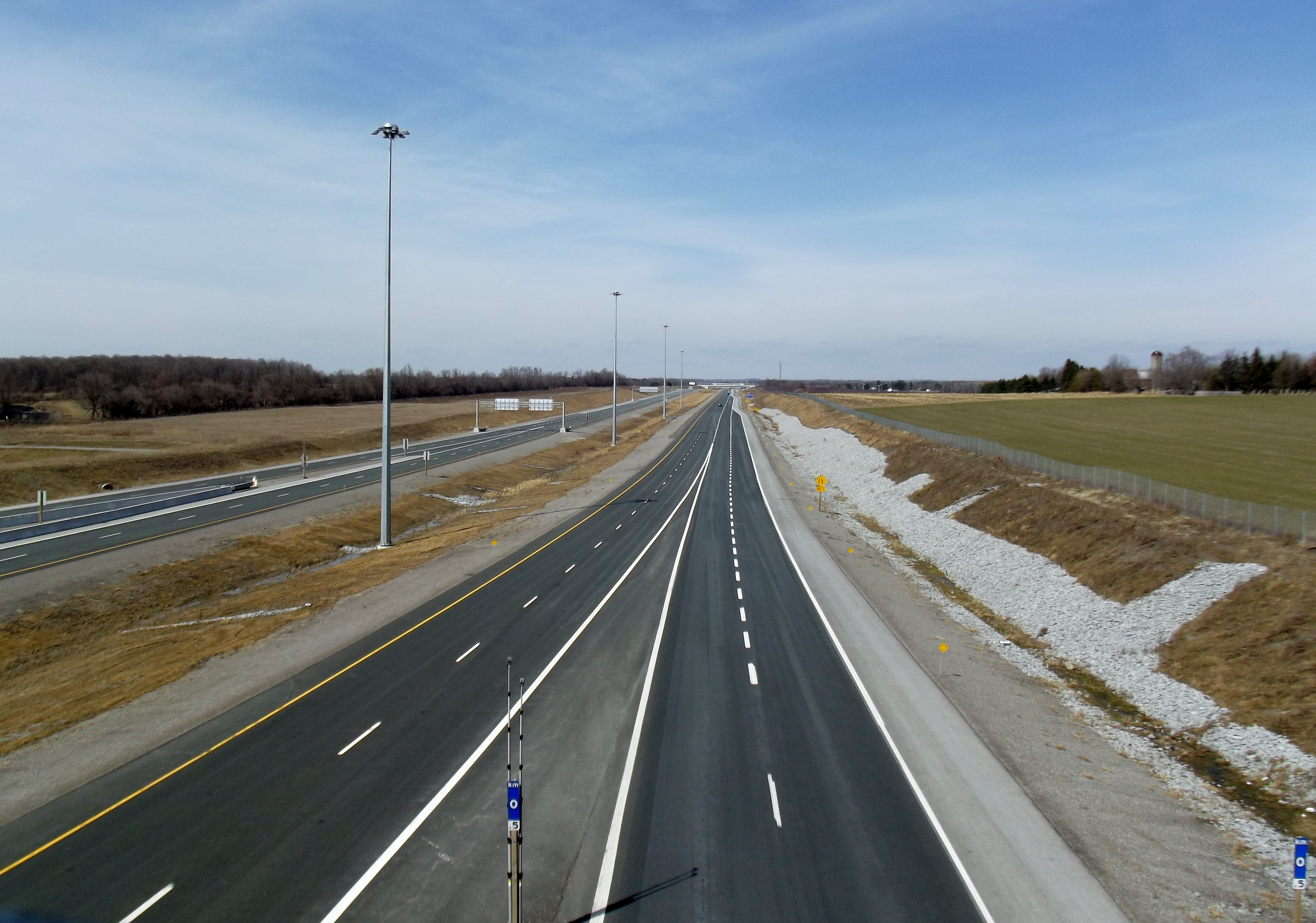
Autoroute 418 vers le nord depuis le viaduc de la rue Bloor.